# Cratichneumon coruscator

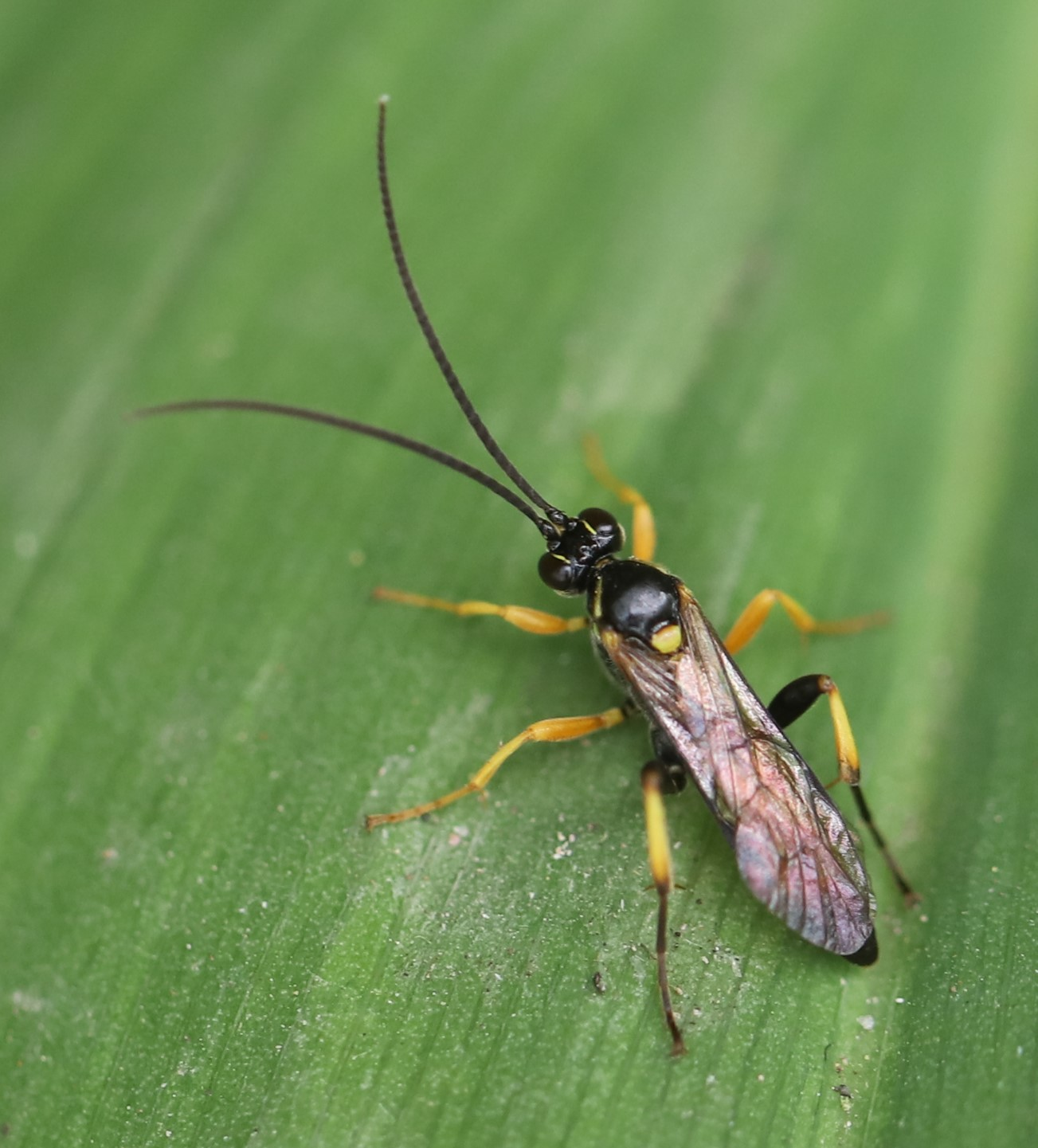
Cratichneumon coruscator ♂ Ansicht von hinten

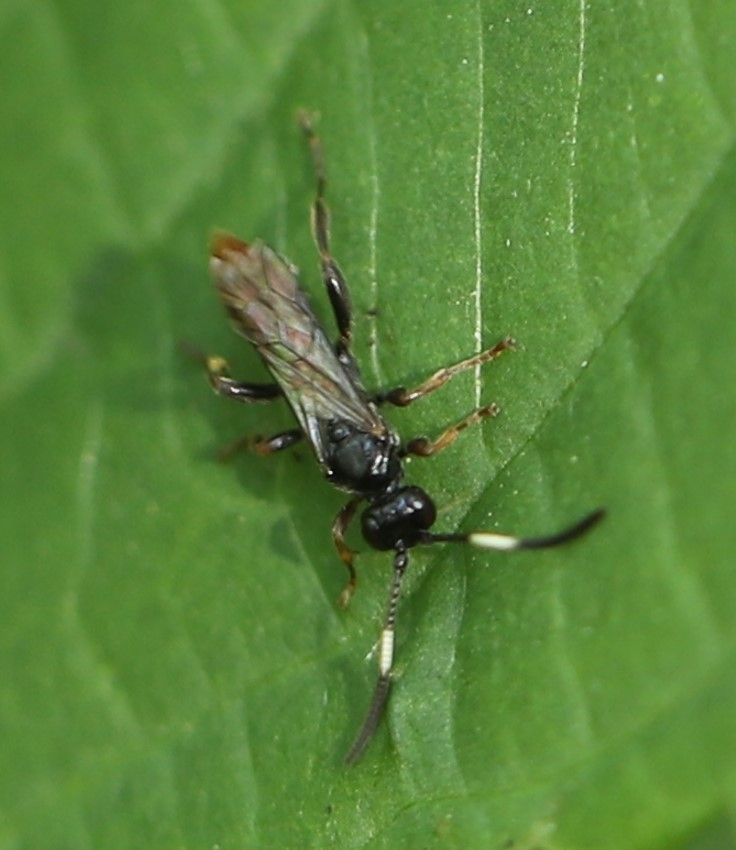
Cratichneumon coruscator ♀

Cratichneumon coruscator ist eine Schlupfwespe aus der Unterfamilie der Ichneumoninae. Die Art wurde von Carl von Linné im Jahr 1758 als Ichneumon coruscator erstbeschrieben. Das lateinische Art-Epitheton coruscator bedeutet „funkelnd“.

## Merkmale
Die Art weist einen ausgeprägten Geschlechtsdimorphismus auf. Zu Cratichneumon coruscator gibt mehrere Unterarten und Varietäten, die sich insbesondere in der Färbung von der Nominatform leicht unterscheiden. Die Vorderflügel weisen ein schmales dunkles Pterostigma sowie ein 5-eckigs Areolet (kleine geschlossene Flügelzelle) auf.
Die Männchen sind 9–14 mm lang. Sie sind schwarz-gelb gemustert. Die Facettenaugen besitzen einen deutlichen gelben Innenrand. Das Gesicht ist gewöhnlich vollständig gelb gefärbt. Die Fühler sind schwarz. Der Thorax ist überwiegend schwarz gefärbt. Von der Vorderflügelbasis verläuft ein gelber gerader Strich nach vorne zum Kopf. Das Scutellum ist vollständig gelb gefärbt. Die vorderen und mittleren Tergite des Hinterleibs sind gelb gefärbt. Lediglich die  hinteren Tergite sind schwarz. Die Coxae sind meist verdunkelt. Die vorderen und mittleren Beine sind ansonsten gewöhnlich vollständig gelb gefärbt. Die hinteren Femora sind schwarz. Die hinteren Tibien sind gelb und besitzen gewöhnlich einen schwarzen Fleck am apikalen Ende. Die hinteren Tarsen sind meist verdunkelt.
Die Weibchen sind mit Längen zwischen 7 und 11 mm in der Regel etwas kürzer als die Männchen. Kopf und Thorax sind schwarz gefärbt. Die schwarzen Fühler weisen auf etwa halber Länge eine weiße Binde auf. Der Hinterleib ist rotgelb gefärbt. Am Hinterleibsende befindet sich ein sehr kurzer kaum erkennbarer Ovipositor (Legebohrer). Die Femora sind verdunkelt. Die Tibien und Tarsen sind gewöhnlich dorsal verdunkelt und ventral rotgelb gefärbt.

## Verbreitung
Cratichneumon coruscator ist in der westlichen Paläarktis verbreitet. Das Verbreitungsgebiet in Europa erstreckt sich hauptsächlich über Mittel- und Osteuropa. Im Süden reicht das Vorkommen bis nach Korsika. Die Art ist auf den Britischen Inseln vertreten. Nach Osten reicht das Vorkommen über Kleinasien bis in den Kaukasus und in den Iran. Bei Untersuchungen in Baden wurde die Art von der Oberrheinischen Tiefebene bis in die Vorberge des Schwarzwalds auf eine Höhe von 400 m nachgewiesen.

## Lebensweise
Die adulten Schlupfwespen fliegen gewöhnlich von Ende Mai bis Anfang September. Man findet die Schlupfwespen insbesondere in Kiefernwäldern. Die Art parasitiert Puppen verschiedener Schmetterlinge. Als Wirtsart ist die Kieferneule (Panolis flammea) bekannt. Die Weibchen können offenbar auch überwintern.